# Geneviève Comte-Bellot
Pour les articles homonymes, voir Comte et Bellot.
Geneviève Comte-Bellot (née le 29 juillet 1929) est une physicienne française spécialiste de la mécanique des fluides connue pour ses travaux sur la turbulence et l'aéroacoustique, en particulier dans le domaine expérimental.

## Biographie
Geneviève Comte-Bellot obtient l'agrégation de physique en 1954. Elle enseigne au lycée de Chalon-sur-Saône de 1954 à 1956. Elle intègre le Centre national de la recherche scientifique où elle est chargée puis maître de recherche de 1956 à 1967. Durant cette période, elle soutient sa thèse en 1963 à l'université de Grenoble. Elle séjourne ensuite à l'Université Johns Hopkins à Baltimore comme Fulbright Fellow puis en post-doctorat de 1963 à 1965 dans le département de Stanley Corrsin. Elle revient en France à l'École centrale de Lyon d'abord comme maître de conférences (1967-1970) puis professeur jusqu'en 1997.
De 1977 à 1982, elle est directeur de l'Unité de formation et de recherche de mécanique à l'Université Claude-Bernard de Lyon.
Elle introduit l'activité d'aéroacoustique en 1980 au laboratoire de mécanique des fluides et d'acoustique de l'École Centrale de Lyon qu'elle dirige jusqu'en 1994.
Professeur émérite depuis 1998, elle a été présidente de la Société des amis d'André-Marie Ampère chargée de l'administration du Musée Ampère à Poleymieux-au-Mont-d'Or de 2004 à 2020.

## Distinctions
- Commandeur de la Légion d'honneur (2013)
- Commandeur de l'ordre national du Mérite (2008).
- Membre correspondant de l'Académie des sciences (1990)[3]
- Membre de la société des chercheurs de l'université Johns-Hopkins.
- Membre associé étranger de l'Académie nationale d'ingénierie des États-Unis (2005)[4].
- Membre de l'American Institute of Aeronautics and Astronautics (2010).
- Membre de la Société américaine de physique (2010).
- Membre de l'Académie des technologies[5].
- Prix de la dynamique des fluides de la Société américaine de physique (2014)[6].

## Publications
- Christophe Bailly et Geneviève Comte-Bellot, Turbulence, CNRS Editions, 2003 (ISBN 2-271-06008-7)